# منطقه صنعتی کییو

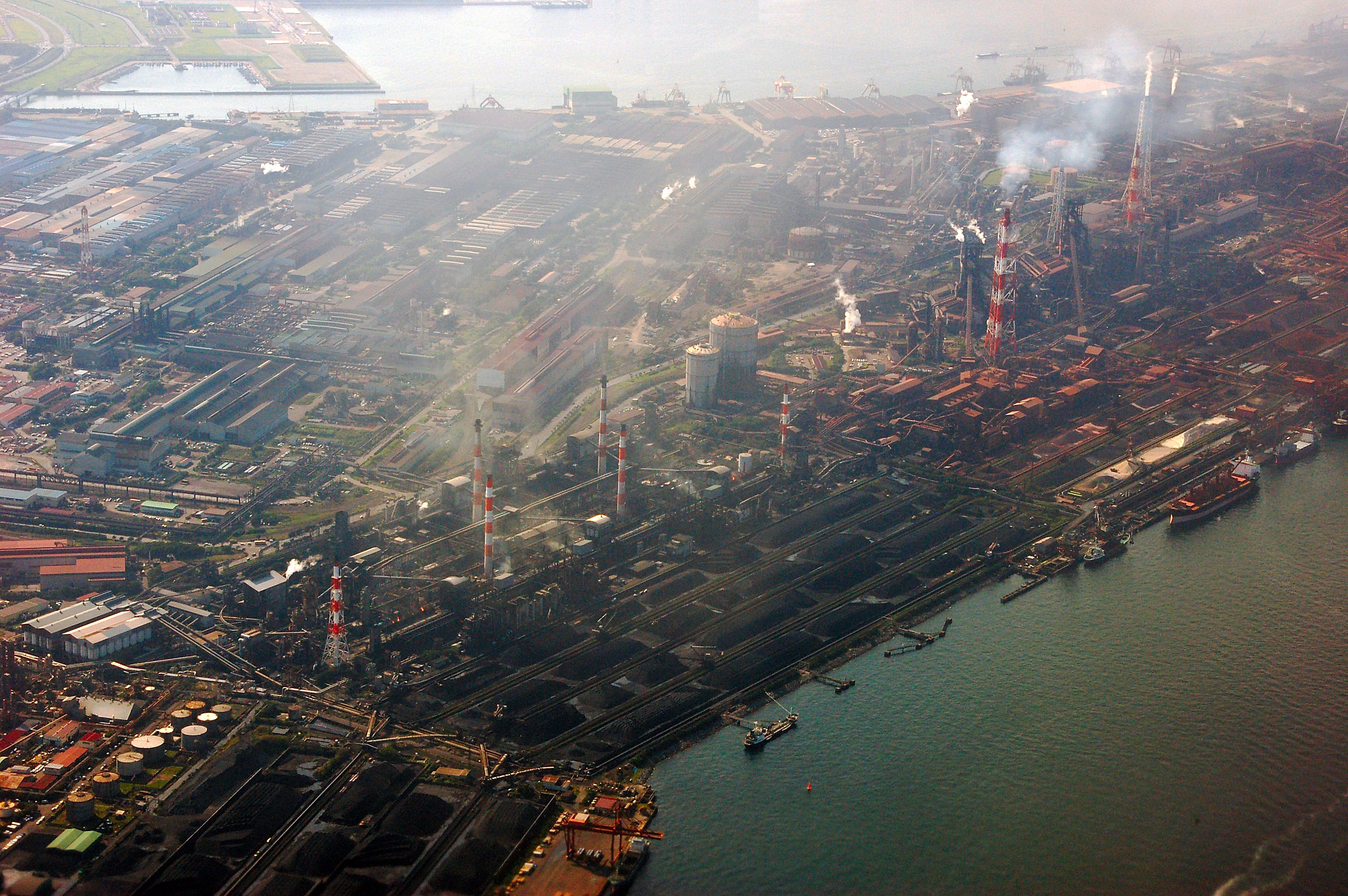
کارخانه‌های فولاد نیپون

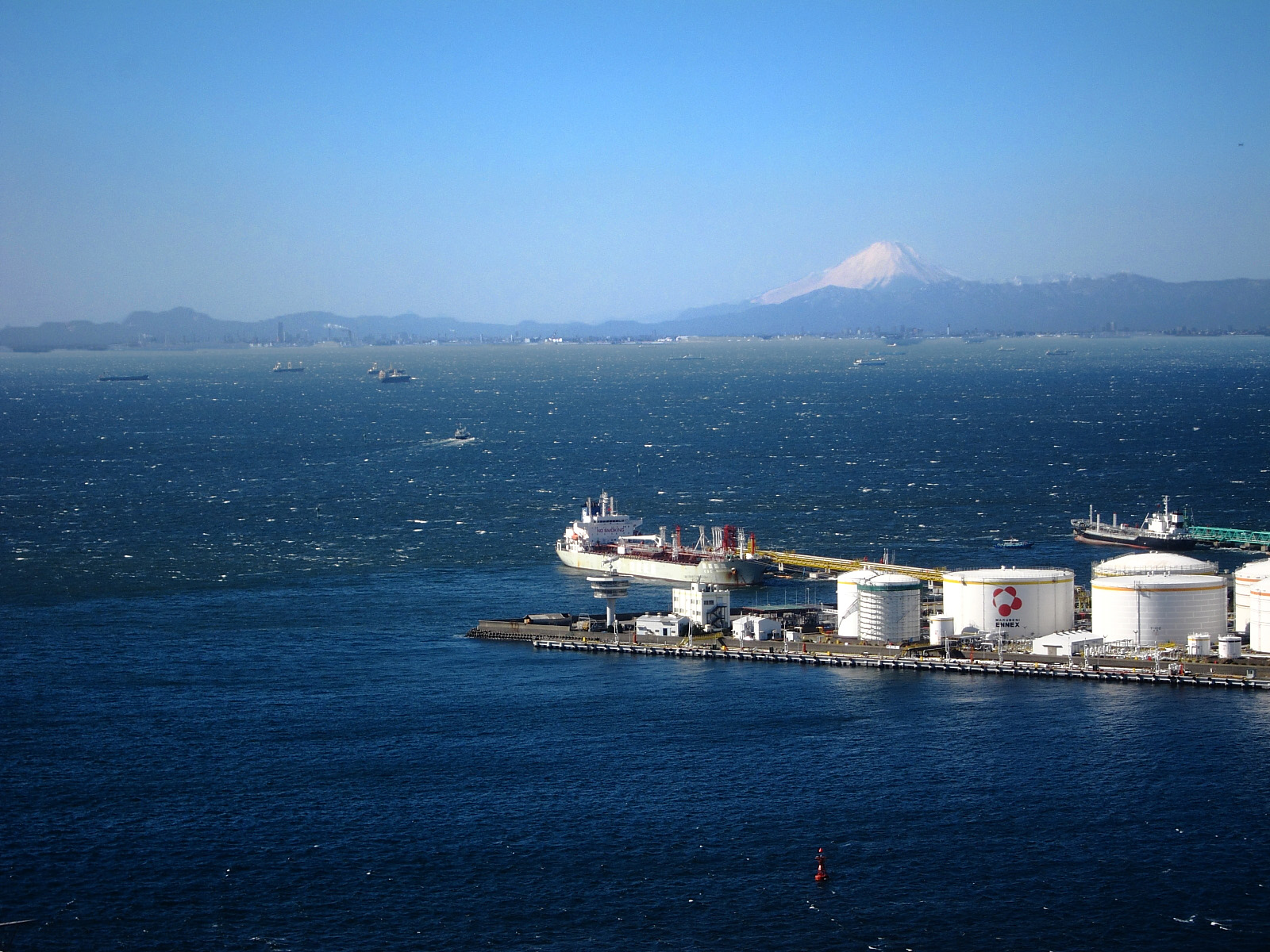
بندر چیبا با کوه فوجی در پس‌زمینه

منطقه صنعتی کییو (انگلیسی: Keiyō Industrial Zone) که با نام کمربند صنعتی کییو نیز شناخته می‌شود، یک منطقه صنعتی در ساحل شمال شرقی خلیج توکیو است که از ۸ شهر در استان چیبا، ژاپن عبور می‌کند. این منطقه از بخش غربی اورایاسو، چیبا در شمال شرقی تا فوتسو، چیبا در جنوب شرقی منطقه را در بر می‌گیرد. این منطقه وضعیت سیاسی و اداری ندارد.